# 朋友网
朋友网是腾讯公司旗下的一个倡导实名的社交网站，前身为QQ校友，2011年1月6日改名为腾讯朋友，7月5日正式改为朋友网，2017年8月6日停止服务和运营。

## 停止运营
2017年7月14日，“朋友网”发布公告称，将于2017年8月6日正式停止服务和运营。
2019年12月，腾讯朋友网服务重启，官网提供内测版下载入口，采用了新的logo，口号为“快来建立自己的小圈子”。
2021年6月，腾讯在朋友APP内发布通知，称由于业务发展策略调整，6月30日关闭服务器，正式停止运营。

## 相关事件
- 徐傲霜